# Drnholec
Drnholec är en köping i Tjeckien.   Den ligger i regionen Södra Mähren, i den sydöstra delen av landet, 200 km sydost om huvudstaden Prag. Drnholec ligger 184 meter över havet och antalet invånare är 1 676.
Terrängen runt Drnholec är platt.Runt Drnholec är det ganska tätbefolkat, med 83 invånare per kvadratkilometer. Närmaste större samhälle är Mikulov, 12,5 km sydost om Drnholec. Trakten runt Drnholec består till största delen av jordbruksmark.